# Alarik Schartau
Johan Alarik Schartau, född den 30 maj 1844 i Mellan-Grevie socken, Malmöhus län, död den 2 juli 1925 i Stockholm, var en svensk jurist och genealog. Han var sonson till Henric Schartau, far till Yngve Schartau, svärfar till Thore Knös och farbror till Sigurd Schartau.
Schartau blev student vid Lunds universitet 1862. Han avlade kameralexamen 1863 och examen till rättegångsverken 1869. Schartau blev vice häradshövding 1872 och adjungerad ledamot i Skånska hovrätten tidvis 1880–1881. Han blev häradshövding i Ångermanlands västra domsaga 1882 och i Östra härads domsaga 1896. Schartau utgav Slägten Schartau 1648–1902. Han blev riddare av Nordstjärneorden 1892.